# Philippe Dubois

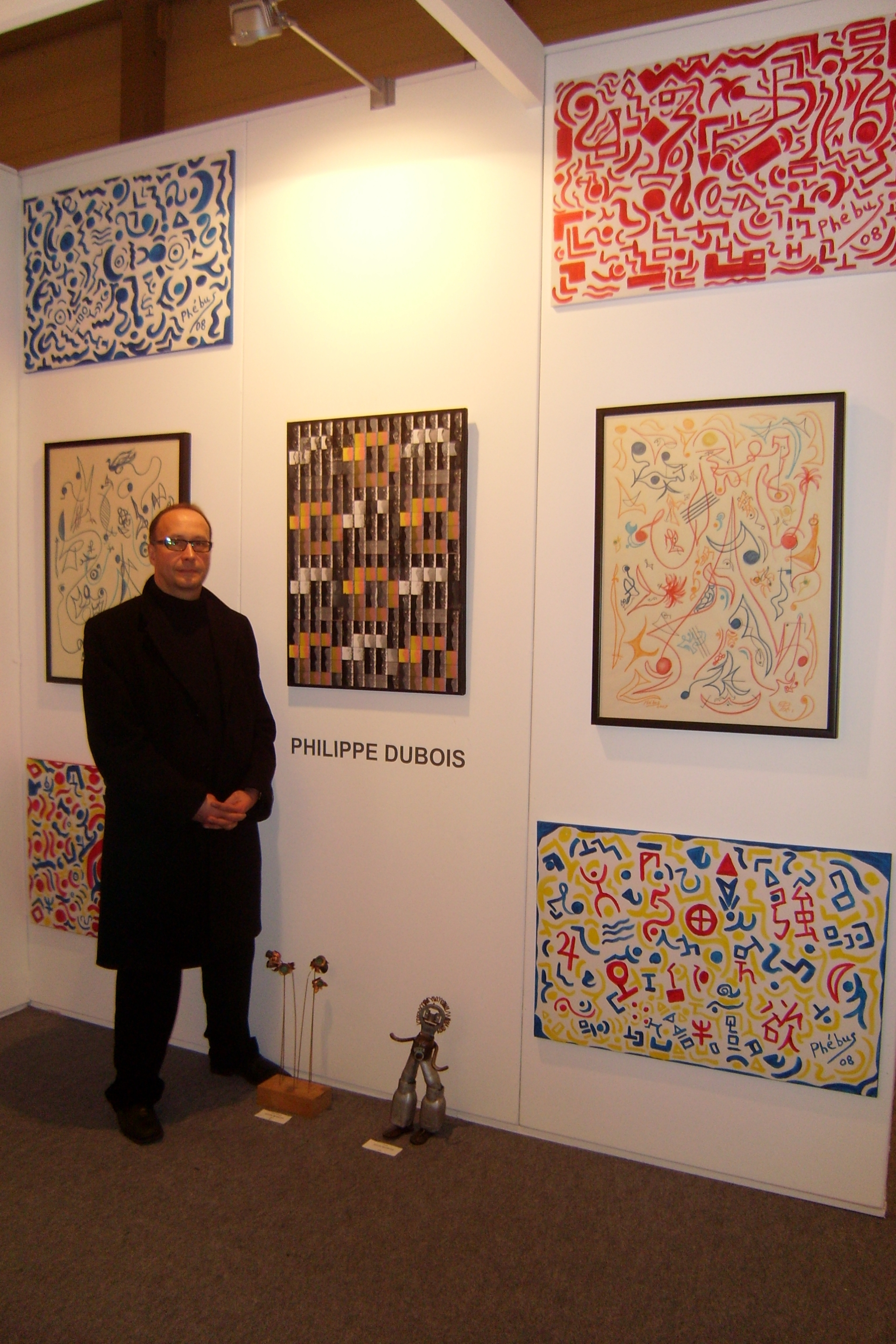
Philippe Dubois, Lineart 2008.

Philippe Dubois (Lobbes, 4 de noviembre de 1958) es un artista y pintor belga. Firma sus obras con el seudónimo de Phébus.
Comenzó a pintar a la edad de 30 años. La pintura de Philippe Dubois evoluciona hacia el arte abstracto. Es en diciembre de 1998 cuando presenta, por primera vez, sus pinturas abstractas en el museo "La porte" de Tubize (Bélgica). 
Actualmente se desempeña como vicepresidente de la Universidad de París III. Además, ha escrito ensayos y artículos sobre las artes visuales.

## Obra
En El acto fotográfico: De la Representación a la Recepción, Dubois desarrolla tres discursos que a lo largo de la historia se han sostenido en cuanto a la fotografía y su relación con la realidad. El primer discurso lo sitúa a comienzos del siglo XIX, consistía en la afirmación de la fotografía como espejo de la realidad. El segundo discurso se enmarca en el SXX y la idea central es que la fotografía fija una parte de lo real a través de una selección de todos sus atributos, esta selección para Dubois está fijada por las convenciones sociales. El tercer discurso asocia a la fotografía con la noción de index de Charles Sanders Peirce.

## Exposiciones individuales
- 1988 - Galería "la Cascade" , Fontaine-Valmont, Bélgica
- 1990 - Expo Van Gogh, Sala comunal , Erquelinnes, Bélgica, - * artículo del Diario
- 1998 - Museo "de la Porte" , Tubize, Bélgica, - * artículo del Diario
- 2000 - Art Gallery Alphonse D'Heye , Knokke, Bélgica
- 2002 - Hotel Excelsior , Lovran, Croacia
- 2009 - RoshAmani asbl - Namur, Bélgica
- 2010 - La Perche asbl, Bruselas, Bélgica
- 2010 - Le Prince Baudouin, Namur, Bélgica

## Exposiciones colectivas
- 1989 - Salón nacional SNCB, Bruselas, Bélgica,
- 1992 - Ici Wallonie, Mont-Sainte-Geneviève, Bélgica
- 1993 - Le chevalet de la Sambre, La Buissière, Bélgica,
- 2007 - Salón "Sélection XXI", Bruselas, Bélgica,
- 2008 - Salón "Lineart", Gante, Bélgica,
- 2009 - Galería Gaudi, Madrid, España
- 2009 - WOI.vol2, Galería APW, New York, EUA,
- 2009 - Proyecto Landfillart, Wilkes-Barre, Pennsylvanie, EUA,
- 2009 - LES GRANDS MAITRES DE DEMAIN, Carrousel du Louvre, París, Francia
- 2010 - Amazonia , Pont-à-Celles, Bélgica
- 2010 - Brenart Art Gallery, Bruselas, Bélgica
- 2011 - Hotel Conrad (Aspria center) con Virginie Venticinque, Bruselas, Bélgica,
- 2011 - LA ROUTE DU RHUM, Flenu, Bélgica,
- 2019 - DES RIRES ET DES LARMES, Lessines, Bélgica,
- 2021 - PAPERS, Bruselas, Bélgica,

## Obras en español
- El acto fotográfico (Éditions Labor, 1983). ISBN 84-7509-379-5

## Premios y recompensas
- 1989 - Premio del público al Salón nacional de las artes plásticas de SNCB, Bruselas, [Bélgica],
- 2009 - Primer Premio de la exposición internacional "World Of Imagination Vol.2", Galería APW, New York, EUA.
- 17